# Folkets demokratiska rörelse
Folkets demokratiska rörelse (FDR) är ett politiskt parti i Papua Nya Guinea som bildades 1985 av Paias Wingti och andra avhoppare från Pangu-partiet.
Wingti var premiärminister 1985 - 1988 och 1992 - 1994. Han efterträddes, som partiledare och premiärminister, av Mekere Morauta. Den sistnämnde sparkades 2007 som partiledare och bildade Papua Nya Guinea-partiet som övertog FDR:s roll som ledande oppositionsparti i de efterföljande valen.